# ملکه یون عزل‌شده
ملکه یون عزل‌شده (۱۵ ژوئیه ۱۴۵۵ – ۲۹ اوت ۱۴۸۲) دومین همسر یی هیول، پادشاه سونگ‌جونگ و مادر یی یونگ، شاهزاده یون‌سان بود. او از سال ۱۴۷۶ تا زمان برکناری‌اش در سال ۱۴۷۹، ملکه چوسان بود.